# 970 Primula
970 Primula је астероид главног астероидног појаса са средњом удаљеношћу од Сунца која износи 2,559 астрономских јединица (АЈ). 
Апсолутна магнитуда астероида је 12,4 а геометријски албедо 0,043.